# Speyerbach
Speyerbach  er en flod i den tyske delstat Rheinland-Pfalz, og en af Rhinens bifloder  fra venstre med en længde på 60 km. Den  har sit udspring ved Elmstein i Pfälzer Wald og løber gennem byerne Neustadt an der Weinstraße og Lambrecht. Floden munder ud i Rhinen ved Speyer. 
Speyerbach har et afvandingsområde på 596 km² og vandføringen ligger normalt mellem 1 og 5 m³/s, men nogle gange kan store nedbørsmængder føre til meget højere vandføring. Det højeste som er målt er 19,5 m³/s i 1978.
49°20′59″N 7°52′13″Ø / 49.34964°N 7.87028°Ø